# Automeris jinotegana
Automeris jinotegana é uma espécie de mariposa do gênero Automeris, da família Saturniidae.
Sua ocorrência foi registrada na Nicarágua.